# Prince of Darkness (album d'Ozzy Osbourne)
Pour les articles homonymes, voir Prince of Darkness.
Albums de Ozzy Osbourne
The Essential Ozzy Osbourne
(2003) Under Cover
(2005)
Prince of Darkness est un coffret de quatre disques d'Ozzy Osbourne sorti en 2005. Le premier CD contient des classiques d'Osbourne de 1981-1983 ; le second contient des classiques de 1986-2001 et des raretés ; le troisième contient des duos ; le quatrième contient des reprises, enregistrés pour ce coffret. Ce dernier CD a ensuite été réalisé séparément du coffret sous le titre Under Cover.

## Liste des titres
| Disque un: 1981–1983 | Disque un: 1981–1983         | Disque un: 1981–1983      | Disque un: 1981–1983 | Disque un: 1981–1983 | Disque un: 1981–1983 | Disque un: 1981–1983 | Disque un: 1981–1983 | Disque un: 1981–1983 | Disque un: 1981–1983 |
| No                   | Titre                        | Album original            | Durée                |                      |                      |                      |                      |                      |                      |
| -------------------- | ---------------------------- | ------------------------- | -------------------- | -------------------- | -------------------- | -------------------- | -------------------- | -------------------- | -------------------- |
| 1.                   | I Don't Know (live)          | Tribute (1987)            | 5:02                 |                      |                      |                      |                      |                      |                      |
| 2.                   | Mr. Crowley                  | Blizzard of Ozz (1980)    | 4:56                 |                      |                      |                      |                      |                      |                      |
| 3.                   | Crazy Train                  | Blizzard of Ozz (1980)    | 4:49                 |                      |                      |                      |                      |                      |                      |
| 4.                   | Goodbye to Romance (live)    | Tribute (1987)            | 5:24                 |                      |                      |                      |                      |                      |                      |
| 5.                   | Suicide Solution (live)      | Tribute (1987)            | 7:58                 |                      |                      |                      |                      |                      |                      |
| 6.                   | Over the Mountain            | Diary of a Madman (1981)  | 4:32                 |                      |                      |                      |                      |                      |                      |
| 7.                   | Flying High Again (live)     | Tribute (1987)            | 4:26                 |                      |                      |                      |                      |                      |                      |
| 8.                   | You Can't Kill Rock and Roll | Diary of a Madman (1981)  | 6:43                 |                      |                      |                      |                      |                      |                      |
| 9.                   | Diary of a Madman            | Diary of a Madman (1981)  | 6:13                 |                      |                      |                      |                      |                      |                      |
| 10.                  | Bark at the Moon (live)      | Face B de So Tired (1983) | 4:23                 |                      |                      |                      |                      |                      |                      |
| 11.                  | Spiders in the Night         | Bark at the Moon (1983)   | 4:28                 |                      |                      |                      |                      |                      |                      |
| 12.                  | Rock 'n' Roll Rebel          | Bark at the Moon (1983)   | 5:22                 |                      |                      |                      |                      |                      |                      |
| 13.                  | You're No Different          | Bark at the Moon (1983)   | 5:49                 |                      |                      |                      |                      |                      |                      |
| 70:05                |                              |                           |                      |                      |                      |                      |                      |                      |                      |

| Disque deux: 1986–2001 | Disque deux: 1986–2001                        | Disque deux: 1986–2001                              | Disque deux: 1986–2001 | Disque deux: 1986–2001 | Disque deux: 1986–2001 | Disque deux: 1986–2001 | Disque deux: 1986–2001 | Disque deux: 1986–2001 | Disque deux: 1986–2001 |
| No                     | Titre                                         | Album original                                      | Durée                  |                        |                        |                        |                        |                        |                        |
| ---------------------- | --------------------------------------------- | --------------------------------------------------- | ---------------------- | ---------------------- | ---------------------- | ---------------------- | ---------------------- | ---------------------- | ---------------------- |
| 1.                     | The Ultimate Sin (live)                       | The Ultimate Ozzy (1986)                            | 4:43                   |                        |                        |                        |                        |                        |                        |
| 2.                     | Never Know Why (live)                         | The Ultimate Ozzy (1986)                            | 4:43                   |                        |                        |                        |                        |                        |                        |
| 3.                     | Thank God for the Bomb (live)                 | The Ultimate Ozzy (1986)                            | 4:00                   |                        |                        |                        |                        |                        |                        |
| 4.                     | Crazy Babies                                  | No Rest for the Wicked (1988)                       | 4:15                   |                        |                        |                        |                        |                        |                        |
| 5.                     | Breakin' All the Rules                        | No Rest for the Wicked (1988)                       | 5:12                   |                        |                        |                        |                        |                        |                        |
| 6.                     | I Don't Want to Change the World (démo)       | Inédit                                              | 3:56                   |                        |                        |                        |                        |                        |                        |
| 7.                     | Mama, I'm Coming Home (démo)                  | Inédit                                              | 4:08                   |                        |                        |                        |                        |                        |                        |
| 8.                     | Desire (démo)                                 | Inédit                                              | 5:01                   |                        |                        |                        |                        |                        |                        |
| 9.                     | No More Tears                                 | No More Tears (1991)                                | 7:23                   |                        |                        |                        |                        |                        |                        |
| 10.                    | Won't Be Coming Home (démo de S.I.N.)         | Inédit                                              | 4:59                   |                        |                        |                        |                        |                        |                        |
| 11.                    | Perry Mason (live)                            | Inédit                                              | 5:56                   |                        |                        |                        |                        |                        |                        |
| 12.                    | See You on the Other Side (démo)              | Inédit                                              | 6:34                   |                        |                        |                        |                        |                        |                        |
| 13.                    | Walk on Water (démo)                          | Bande son de Beavis et Butt-Head se font l'Amérique | 4:41                   |                        |                        |                        |                        |                        |                        |
| 14.                    | Gets Me Through (live)                        | Live at Budokan (2002)                              | 4:28                   |                        |                        |                        |                        |                        |                        |
| 15.                    | Bang Bang (You're Dead) (démo de Facing Hell) | Inédit                                              | 4:33                   |                        |                        |                        |                        |                        |                        |
| 16.                    | Dreamer                                       | Down to Earth (2001)                                | 4:45                   |                        |                        |                        |                        |                        |                        |
| 79:17                  |                                               |                                                     |                        |                        |                        |                        |                        |                        |                        |

| Disque trois : With Friends | Disque trois : With Friends                                                                  | Disque trois : With Friends                                                 | Disque trois : With Friends | Disque trois : With Friends | Disque trois : With Friends | Disque trois : With Friends | Disque trois : With Friends | Disque trois : With Friends | Disque trois : With Friends |
| No                          | Titre                                                                                        | Album original                                                              | Durée                       |                             |                             |                             |                             |                             |                             |
| --------------------------- | -------------------------------------------------------------------------------------------- | --------------------------------------------------------------------------- | --------------------------- | --------------------------- | --------------------------- | --------------------------- | --------------------------- | --------------------------- | --------------------------- |
| 1.                          | Iron Man (reprise de Black Sabbath avec Therapy?)                                            | Nativity in Black (1994)                                                    | 5:26                        |                             |                             |                             |                             |                             |                             |
| 2.                          | N.I.B. (reprise de Black Sabbath avec Primus)                                                | Nativity in Black II (2000)                                                 | 5:58                        |                             |                             |                             |                             |                             |                             |
| 3.                          | Purple Haze (reprise de The Jimi Hendrix Experience)                                         | Stairway to Heaven/Highway to Hell (1989)                                   | 4:22                        |                             |                             |                             |                             |                             |                             |
| 4.                          | Pictures of Matchstick Men (reprise de Status Quo avec Type O Negative)                      | Bande son de Parties intimes (1997)                                         | 6:02                        |                             |                             |                             |                             |                             |                             |
| 5.                          | Shake Your Head (Let's Go to Bed) (avec Was (Not Was))                                       | Born to Laugh at Tornadoes (1983)                                           | 3:55                        |                             |                             |                             |                             |                             |                             |
| 6.                          | Born to Be Wild (reprise de Steppenwolf avec Miss Piggy)                                     | Kermit Unpigged (1994)                                                      | 3:29                        |                             |                             |                             |                             |                             |                             |
| 7.                          | Nowhere to Run (Vapor Trail) (avec The Crystal Method, DMX, Ol' Dirty Bastard et Fuzzbubble) | Chef Aid: The South Park Album (1998)                                       | 4:44                        |                             |                             |                             |                             |                             |                             |
| 8.                          | Psycho Man (avec Black Sabbath)                                                              | Reunion (1998)                                                              | 5:18                        |                             |                             |                             |                             |                             |                             |
| 9.                          | For Heaven's Sake 2000 (avec Tony Iommi et Wu-Tang Clan)                                     | Loud Rocks (2000)                                                           | 4:57                        |                             |                             |                             |                             |                             |                             |
| 10.                         | I Ain't No Nice Guy (avec Motörhead et Slash)                                                | March ör Die (1992)                                                         | 4:15                        |                             |                             |                             |                             |                             |                             |
| 11.                         | Therapy (avec Infectious Grooves)                                                            | The Plague That Makes Your Booty Move... It's The Infectious Grooves (1991) | 3:25                        |                             |                             |                             |                             |                             |                             |
| 12.                         | Stayin' Alive (reprise des Bee Gees avec Dweezil Zappa)                                      | Inédit                                                                      | 4:39                        |                             |                             |                             |                             |                             |                             |
| 13.                         | Dog, the Bounty Hunter                                                                       | Inédit                                                                      | 0:53                        |                             |                             |                             |                             |                             |                             |
| 57:23                       |                                                                                              |                                                                             |                             |                             |                             |                             |                             |                             |                             |

| Disque quatre : Under Covers | Disque quatre : Under Covers  | Disque quatre : Under Covers | Disque quatre : Under Covers | Disque quatre : Under Covers | Disque quatre : Under Covers | Disque quatre : Under Covers | Disque quatre : Under Covers | Disque quatre : Under Covers | Disque quatre : Under Covers |
| No                           | Titre                         | Artiste original             | Durée                        |                              |                              |                              |                              |                              |                              |
| ---------------------------- | ----------------------------- | ---------------------------- | ---------------------------- | ---------------------------- | ---------------------------- | ---------------------------- | ---------------------------- | ---------------------------- | ---------------------------- |
| 1.                           | 21st Century Schizoid Man     | King Crimson                 | 3:52                         |                              |                              |                              |                              |                              |                              |
| 2.                           | Mississippi Queen             | Mountain                     | 4:09                         |                              |                              |                              |                              |                              |                              |
| 3.                           | All the Young Dudes           | Mott the Hoople              | 4:36                         |                              |                              |                              |                              |                              |                              |
| 4.                           | In My Life                    | The Beatles                  | 3:29                         |                              |                              |                              |                              |                              |                              |
| 5.                           | Fire                          | Crazy World of Arthur Brown  | 4:09                         |                              |                              |                              |                              |                              |                              |
| 6.                           | For What It's Worth           | Buffalo Springfield          | 3:20                         |                              |                              |                              |                              |                              |                              |
| 7.                           | Sympathy for the Devil        | The Rolling Stones           | 7:12                         |                              |                              |                              |                              |                              |                              |
| 8.                           | Working Class Hero            | John Lennon                  | 3:24                         |                              |                              |                              |                              |                              |                              |
| 9.                           | Good Times                    | Eric Burdon and The Animals  | 3:46                         |                              |                              |                              |                              |                              |                              |
| 10.                          | Changes (avec Kelly Osbourne) | Black Sabbath                | 4:06                         |                              |                              |                              |                              |                              |                              |
| 42:03                        |                               |                              |                              |                              |                              |                              |                              |                              |                              |

## Charts
Album - Billboard (North America) 
| Year | Chart             | Position |
| ---- | ----------------- | -------- |
| 2005 | The Billboard 200 | 36       |

## Certifications
| Date         | Designation | Total Sales |
| ------------ | ----------- | ----------- |
| May 27, 2005 | Gold        | 500,000     |

| Date          | Designation | Total Sales |
| ------------- | ----------- | ----------- |
| April 6, 2005 | Gold        | 50,000      |